# Онфруа IV де Торон
Онфруа IV де Торон (фр. Onfroy III de Toron; ок. 1166 — 1197) — сеньор Торона, Керака и Трансиордании, вассал Иерусалимского королевства.

## Биография
Он был сыном Онфруа III де Торона и Стефаньи де Милли, наследницы Трансиордании, а также внуком Онфруа II де Торона, первого коннетабля королевства. Он также был приемным сыном второго и третьего мужей Стефаньи, Миля де Планси и Рено де Шатильона. Сестра Онфруа, Изабелла, была замужем за Рубеном III. Лорды Торона принадлежали к местной элите, сформировавшейся в первые годы существования королевства, и активно боролись с вновь прибывавшими из Европы дворянами, которые стремились заключить брак с королевской династией и жаждали сражений с мусульманами. Онфруа IV стал сеньором Торона в 1179 году, когда умер его дед, Онфруа II.
В 1180 году он был обручен с Изабеллой, дочерью короля Амори I, после свадьбы Торон должен был войти в королевский домен. В ноябре 1183 года юноша Онфруа и девятилетняя Изабелла сыграли свадьбу в крепости Керак (владение сеньоров Трансиордании), которая вскоре была осаждена Саладином. Мать Онфруа уговорила Саладина не атаковать башню, в которой жили молодожёны, хотя он продолжал осаждать остальную часть крепости; Осада была снята графом Триполи Раймундом III.
В 1186 году, после смерти Балдуина V, Рено де Шатильон пытался уговорить Онфруа занять трон, в ранге принца-эскорта, так как вдовствующая королева Мария и семья Ибелинов хотели короновать Изабеллу как можно быстрее. Однако Онфруа был весьма скромен, мягок и не мог представить себя королём. Он решил поддержать кандидатуру Ги Лузиньяна, мужа Сибиллы, сестры Изабеллы, которому он присягнул на верность. Рено и другие бароны, в том числе и Ибелины, неохотно последовали его примеру, несмотря на то, что Ги, прибывший в Утремер в 1177 году, был лишен титула регента королём Балдуином IV из-за своего поведения во время осады Керака, в 1183 году.
Ги показал себя неспособным правителем, и в 1187 году Саладин напал на королевство. Онфруа был взят в плен в битве при Хаттине, но был отпущен, и начал готовить Керак к обороне. После падения Керака, в 1189 году, он вновь оказался в плену и вновь был отпущен.
Бароны согласились с кандидатурой Ги только из-за отсутствия других претендентов на корону и после падения Иерусалима восстали против него.
Во время Третьего Крестового Похода, в 1190 году, архиепископ Пизы и епископ Бевуазье аннулировали брак Онфруа и Изабеллы, так как ей не было 16 лет, и она лишь выполняла волю Балдуина IV. Сделано это было для того, чтобы устроить свадьбу Изабеллы и Конрада Монферратского, претендовавшего на трон. Изабелла и Онфруа любили друг друга, и Изабелла не хотела выходить замуж за уже немолодого Конрада, но Онфруа не желал идти на конфликт с другими баронами. Ги де Сенлис, французский барон, желая запугать его, вызвал его на дуэль, но Онфруа отказался. Конрад всё-таки женился на Изабелле (в тот момент ещё была жива его первая жена, но, возможно, они уже были разведены) и занял трон, как муж королевы, при поддержке Ибелинов и других баронов.
Вскоре Онфруа присоединился к Ричарду Львиное Сердце, захватившему Кипр и начавшему борьбу с Саладином. Онфруа свободно говорил на арабском и мог вести переговоры с Саладином от имени Ричарда. В 1192 году Конрад был убит ассасинами. Онфруа, Ричарда и некоторых других баронов подозревали в заговоре, однако это кажется маловероятным. Изабелла вышла замуж за Генриха II, графа Шампани, несмотря на протесты Онфруа, считавшего её второй брак незаконным, так как у Конрада была вторая жена.
Вскоре после этого Онфруа умер, права на сеньорию Торон получила его сестра Изабелла, жена Рубена III, и её потомки. В конце концов права были унаследованы династией Монфор, лордами Тира и Торона.